# Brasiléia
Brasiléia è un comune del Brasile nello Stato dell'Acre, parte della mesoregione di Vale do Acre e della microregione di Brasiléia.
È situata a circa 200 km a sud ovest di Rio Branco sul Rio Acre, vicina al confine con la Bolivia, nei pressi di Cobija.

## Storia
È stata fondata nel 1910, il nome è frutto della fusione tra le parole Brasil (Brasile) e hiléia (foresta).

## Economia
Ospita stabilimenti industriali che producono caucciù.